# 一北寛人
一北 寛人 (いちきた ひろと（1980年4月17日 - ）は、日本の雀士。
日本プロ麻雀協会に所属し、理事（関西本部長）をつとめる。
神戸市出身。

## 経歴・人物
プロ入会年・リーグは、2002年。
主なタイトルは、ウエスタンチャンピオンシップ2010優勝。第6回 ウェスタンチャンピオンシップ 優勝
「神戸のイーペー」というフレーズ。由来は、神戸の出身で名前（一北）とともにイーペーコーを好むことからとしている。

## リンク
- 一北 寛人（協会サイト）
- 一北寛人 (@ipe0417) - X（旧Twitter）
- プロ雀士 | セガネットワーク対戦麻雀 MJ5 R EVOLUTION
- 一北 寛人